# Grand Prix de Denain 1975
Il Grand Prix de Denain 1975, diciassettesima edizione della corsa, si svolse il 20 aprile su un percorso con partenza e arrivo a Denain. Fu vinto dal belga Roger Loysch della Miko-De Gribaldy davanti ai suoi connazionali Jozef Abelshausen e  André Dierickx.

## Ordine d'arrivo (Top 10)
| Pos. | Corridore              | Squadra                    | Tempo |
| ---- | ---------------------- | -------------------------- | ----- |
| 1    | Roger Loysch           | Miko-De Gribaldy           |       |
| 2    | Jozef Abelshausen      | Ijsboerke-Colner           |       |
| 3    | André Dierickx         | Rokado                     |       |
| 4    | Luc D'Hondt            | Maes Pils-Watney           |       |
| 5    | Robert Mintkiewicz     | Gitane-Campagnolo          |       |
| 6    | Alfred Gaida           | Rokado                     |       |
| 7    | Marc Renier            | Ijsboerke-Colner           |       |
| 8    | Geert Malfait          | Maes Pils-Watney           |       |
| 9    | Tony Gakens            | Alsaver-Jeunet-De Gribaldy |       |
| 10   | Manuel Santos Castillo | Alsaver-Jeunet-De Gribaldy |       |